# مانریکو رونکیاتو
مانریکو رونکیاتو (ایتالیایی: Manrico Ronchiato؛ زادهٔ ۲۸ اکتبر ۱۹۶۰) دوچرخه‌سوار اهل ایتالیا است.